# 基督教独立学園高等学校
基督教独立学園高等学校（きりすときょうどくりつがくえんこうとうがっこう）は、山形県西置賜郡小国町にある全寮制キリスト教系私立高等学校。
キリスト教学校教育同盟加盟校。1学年の募集人数は25名で、男女比はほぼ半々である。

## 概要
キリスト教無教会主義の創設者である内村鑑三の地方伝道の意思を受け継ぎ、後に初代校長となった鈴木弼美が、1934年に創設した私塾が母体であり、戦後新制の高等学校となった。学校としての信仰的立場はどのキリスト教の会派にも属さない無教会主義である。また、通常1日2回、朝と夕方に礼拝が行われているが、無教会の慣行として牧師や神父は存在しない。毎日の礼拝では、生徒教職員混合で司会の当番が決まっており、日々の生活の中で感じた事や思った事を話す「感話」の時間が設けられている。
学園生（学生自らの自身らに対する呼称）は四季折々、自然に親しむ生活をしており、夏には川や山、冬には近場の山でスキーなど自発的に行っている。
毎年全国各地から生徒が集まっており、生徒・教職員それぞれ全員が、学校敷地内の各寮で日々を共に送っている。2010年に旧校舎に併設した新校舎が完成。

## 沿革
- 1934年 基督教独立学校設立。
- 1948年 基督教独立学園高等学校設立。

## 教育
全日制の普通科のみを設置する学校で、学習内容は一般の普通科高校と変わりないが、キリスト教系の学校であるため、キリスト教に関する授業が必修科目として存在する。また、教育の特徴として労働や作業を重要視しており、通常の授業内容も卒業後の進路を目的とした内容ではなく、学問的興味や教養、思考力を深める事に重点が置かれている。
高校の教育課程において必須科目の芸術は、3年間音楽の授業を行っている。特に、コーラスは学校側でも力を入れているが、コンクールなどへの出場は一切行っておらず、学校行事や地域のイベントなどで、その都度コーラスを披露している。

## 部活動・行事
この学校における全ての部活動は、学校・寮生活の維持に必要な活動、もしくは文化系のみである。スポーツ系の部活動は存在せず、大会への出場なども行っていない。
鈴木弼美が校長であった時代には、球技は競争心を煽るとの理由で禁止され、部活動も球技は一切行われなかった。
修学旅行は通常の高校とは異なり、3年次の毎年6月から7月頃に18泊19日という日程で行われている。訪問先の選定や企画など、ほとんどの内容は生徒自身が計画する。
そのほか、年間を通して多くの学校行事が存在するが、そのほとんどは生徒自身が計画を行っている。

## 出身者
- 上泉洋（医師）
- 村上龍男（鶴岡市立加茂水族館館長）
- 井崎義治（千葉県流山市長）
- 平良夏芽（日本キリスト教団牧師、沖縄反戦活動家）
- 石川初（慶應義塾大学教授）
- 金山愛子 (敬和学園大学学長)

## 卒業後の進路
進学や就職を問わず、生徒の希望を最大限に生かすよう指導を行っているが、この学校の教育方針として受験勉強を否定しており、いわゆる進学や就職の為の特別な授業やコースの設置は行っていない。例年、多くの生徒が大学等へ進学しているが、具体的な進路先名は、「自分の進路は自分で考えて欲しい」との考えから、公表していない。

## 姉妹校
- プルム農業高等技術学校（韓国）
- キリスト教愛真高等学校
- 愛農学園農業高等学校